# Real Ávila Club de Fútbol
El Real Ávila Club de Fútbol, S. A. D. es un club de fútbol español de la ciudad de Ávila, en la comunidad autónoma de Castilla y León. Fue fundado en 1923 y actualmente compite en Segunda División RFEF. Juega sus partidos como local en el Estadio Municipal Adolfo Suárez, con capacidad para unos 6000 espectadores.

## Historia

### Precedentes (1923-36)
El primer equipo de fútbol que hubo en Ávila fue el Ávila Football Club, nacido el 8 de agosto de 1923, fecha en la que se compuso la primera Junta Directiva, que eligió como primer presidente a D. Pedro Gutiérrez. Se acordó que los colores del equipo fueran camiseta roja, pantalón azul y medias negras con vueltas rojas.
En 1924 es elegido nuevo presidente D. Jerónimo Tomé Bustillo y en mayo se inaugura el primer campo de fútbol, San Francisco, en terrenos situados en la calleja del Moro, hoy Virgen de la Soterraña, que fueron alquilados para tal fin. El partido más destacado de la época fue el amistoso disputado con el Real Madrid, el 18 de octubre, con motivo de las fiestas de La Santa.
Dos años después, el 17 de junio de 1925, al presidente del Ávila se le comunica la Real Orden de Su Majestad el Rey Alfonso XIII por la que se le concedía la autorización a Su Alteza Real el Príncipe de Asturias para que aceptara la Presidencia de Honor del club. 
Ese mismo año el Rey autoriza a que se otorgue el título de Real al equipo, por lo que pasó a denominarse Real Ávila Football Club. Será el 30 de agosto de 1925 cuando por primera vez se presente con su nuevo nombre.
Desde la fecha de su fundación, el club celebra encuentros amistosos y participa en torneos que se celebran en la región. En el año 1936, fecha del inicio de la Guerra Civil, cesó toda la actividad deportiva y el campo de la Calleja del Moro desapareció, como el equipo y la afición.
Una vez terminada la Guerra Civil, va constituyéndose la nueva generación de aficionados. El Campo de El Pradillo fue la resurrección del Ávila.

### El Real Ávila CF actual (1943-1987)
El 6 de agosto de 1943 se constituyó el actual Real Ávila Club de Fútbol. En noviembre de ese mismo año se anuncia que el principal problema del campo está resuelto.
Las gestiones llevadas por el gobernador civil, Alejandro López Baños y el alcalde, José Tomé Bustillo, llevaron a que el Ayuntamiento cediera el denominado Campo de los Hoyos, situado en el parque de San Antonio, para la construcción de un campo de deportes que después sería conocido por campo de San Antonio. Se trata de un terreno de 12.000 metros cuadrados situado en un lugar cómodo y bonito de la Región Centro y que según constataba en los documentos otorgados, no podría desaparecer sin que previamente fuera sustituido por otro igual o mejor, toda vez que a él estaba íntimamente ligado el porvenir del deporte local.
En enero de 1944 se comenzó a trabajar en el que sería el campo de San Antonio y, ese mismo mes, ante la dimisión del presidente Martínez Piqueras, se formó una nueva Junta Directiva. El equipo se inscribe en la Real Federación Española de fútbol, quedando incluido en la categoría de Tercera División Nacional de Liga, dentro del grupo VI con los siguientes equipos: Real Valladolid, Deportiva Fábrica de Armas de Palencia, Gimnástica Burgalesa, Gimnástica Ferroviaria de Madrid, Imperio CF de Madrid, Gimnástica Segoviana, UD Salamanca, Atlético  Zamora y UD Béjar.
Aunque no se trató de una inauguración oficial, ya que se esperaba a las fiestas de Santa Teresa, el 10 de septiembre de 1944 se jugó el primer partido en el campo de San Antonio, con un lleno impresionante.
Desde esa fecha, el Real Ávila pasa por las categorías de Segunda Regional, Primera Regional, Regional Preferente y en una temporada, con José María Martínez como entrenador y Antonio Álvarez como presidente, se recupera la Tercera División.
Los cambios de terreno de juego es lo más duro que ha sufrido el Real Ávila en su historia. Antes de San Antonio había pasado por El Pradillo, el campo del Habanero y Huerta o Prado “Calleja del Moro”. Después de abandonar San Antonio, sufrió el destierro de celebrar los encuentros en la ciudad deportiva y, desde el año 1976, juega sus partidos en el estadio municipal Adolfo Suárez, que fue inaugurado por el entonces presidente del Gobierno, Adolfo Suárez, que efectuó el saque de honor en el partido disputado entre el Real Ávila y el Manzanares.
En la temporada 1986/1987, estando en Tercera División, es cambiado de grupo y pasa al de la Federación de Castilla y León. El 10 de mayo de 1987, el Real Ávila se aseguraba en Herrera de Pisuerga (Palencia) el ascenso a Segunda División “B”, bajo la dirección técnica de José Antonio Tejedor. Al frente del equipo estaba el presidente Emiliano Arévalo.

### El Ascenso a 2°B (1987-1995)
Con este ascenso, se consigue el mayor logro deportivo del club. En esta categoría permanecerá durante ocho temporadas, hasta 1995. En la temporada 1994/1995 pierde la categoría y vuelve a Tercera División. En aquel momento el presidente del club era Anastasio Martín del Río y el puesto de entrenador lo ocupaba Antonio Minguella. Cuatro temporadas más tarde el club vuelve a recuperar la categoría de Segunda División “B” pero dos años después llegará de nuevo el descenso.
En 1998 el club recuperó su himno oficial. La música fue interpretada por la banda municipal de Ávila en el partido disputado el 11 de octubre entre el Real Ávila y la UD Salamanca de Primera División, con resultado de 1-0 a favor de los encarnados.

### Actualidad (SigloXXI)
En la temporada 2001/2002, el equipo bajo la dirección del abulense Miguel Martín del Río consigue proclamarse campeón del G.VIII de Tercera División y logra  de nuevo ascender de categoría, aunque la perdió a la temporada siguiente. En la temporada 2003/2004, el equipo consiguió una plaza para disputar la fase de ascenso a Segunda División “B”  donde quedó eliminado por el Real Oviedo.
En la temporada 2015/2016 tras perder la categoría y bajar a Regional Aficionados, consiguió el ascenso al G.VIII de Tercera División para la campaña 2016/2017.
En la temporada 2019-20 en el mes de marzo la competición se suspendió por el brote de la COVID-19, considerada pandemia global. Finalmente la propuesta de la RFEF se aprueba por unanimidad el 6 de mayo, y entre las medidas adoptadas destacan las de finalización del torneo regular dando por definitivas las clasificaciones actuales, la celebración de la promoción de ascenso en formato exprés y la supresión de descensos.
El 14 de septiembre de 2020, la RFEF aprobó la reestructuración y la denominación de las divisiones que organiza, pasando a denominarse Primera RFEF, Segunda RFEF y Tercera RFEF, siendo esta última la categoría que disputará el conjunto encarnado. 
En la temporada 2023/2024, bajo la dirección de Miguel de la Fuente, consigue proclamarse campeón del G.VIII de Tercera Fedearción, logrando el ascenso a Segunda RFEF.

## Datos del club
- Temporadas en Primera División: 0
- Temporadas en Segunda División: 0
- Temporadas en 1ª RFEF: 0
- Temporadas en 2ª RFEF: 2
- Temporadas en 3ª RFEF: 3
- Temporadas en Segunda División B: 11
- Temporadas en Tercera División: 45
- Participaciones en Copa del Rey: 16

## Últimas temporadas
| Temporada | Categoría    | Nivel | PJ | G  | E  | P  | GF | GC | DF  | Pts | Posición |
| --------- | ------------ | ----- | -- | -- | -- | -- | -- | -- | --- | --- | -------- |
| 2021-2022 | Tercera RFEF | 5     | 32 | 17 | 7  | 8  | 45 | 25 | +20 | 58  | 3.º      |
| 2022-2023 | Tercera RFEF | 5     | 30 | 13 | 11 | 6  | 40 | 26 | +14 | 50  | 4.º      |
| 2023-2024 | Tercera RFEF | 5     | 34 | 23 | 7  | 4  | 52 | 20 | +32 | 76  | 1.º      |
| 2024-2025 | Segunda RFEF | 4     | 34 | 15 | 7  | 12 | 35 | 29 | +6  | 52  | 5.º      |
| 2025-2026 | Segunda RFEF | 4     | 0  | 0  | 0  | 0  | 0  | 0  | +0  | 0   | 0.º      |

(Actualizado el 30/07/2025)
PJ = Partidos jugados; G = Ganados; E = Empatados; P = Perdidos; GF = Goles a favor; GC = Goles en contra; DF = Diferencia de goles; Pts = Puntos

## Palmarés

### Trofeos Oficiales
- Campeón Tercera Federación: 1 (2023-24)
- Campeón Tercera División: 1 (2001-02)
- Campeón Primera Regional Castilla y León: 1 (2015-16)
- Campeón 1.ª Regional Preferente Castellana: 1 (1980-81)
- Campeón 1.ª Regional Ordinaria Castellana: 1 (1979-80)

### Trofeos amistosos
- Trofeo Villa de Las Navas del Marqués: 11  (1980, 1981, 1982, 1983, 1984, 1991, 1993, 1994, 2000, 2021 y 2022)
- Trofeo Ciudad de Ávila: 7  (1986, 1987, 1990, 2002, 2003, 2022 y 2024)
- Trofeo Adolfo Suárez (Cebreros): 5 (1970, 1997, 1998, 2005 y 2009)
- Trofeo Real Ávila CF: 2 (1981 y 1982)
- Trofeo Pedro Hernández (Segovia): 2 (1984 y 1987)
- Trofeo Ciudad de Segovia: 1 (1991)
- Trofeo Ayuntamiento de Segovia: 1 (2023)

## Resumen estadístico
- Nota: En negrita competiciones activas. Actualizado hasta  la temporada 2024/25 (incluida)

| Competición                   | Temp. | P.J.  | P.G. | P.E. | P.P. | G.F.  | G.C.  | D.G. | Puntos | Mejor resultado |
| ----------------------------- | ----- | ----- | ---- | ---- | ---- | ----- | ----- | ---- | ------ | --------------- |
| 2 DIVISIÓN B (3)              | 11    | 418   | 120  | 143  | 155  | 447   | 519   | - 72 | 410    | 8º              |
| 3 DIVISIÓN (3)                | 17    | 464   | 155  | 78   | 231  | 771   | 998   | -227 | 388    | 5º              |
| 3 DIV (3) PR. DESC            |       | 54    | 33   | 5    | 16   | 142   | 106   | 36   | 71     | -               |
| TOTAL 3º CAT.                 | 28    | 936   | 308  | 226  | 402  | 1.360 | 1.623 | -263 | 869    | 5º              |
| SEGUNDA FEDERACIÓN            | 1     | 34    | 15   | 7    | 12   | 35    | 29    | 6    | 52     | 5º              |
| 3 DIVISIÓN (4)                | 28    | 1.050 | 487  | 273  | 290  | 1.636 | 1.076 | 560  | 1.638  | Campeón (1)     |
| 3 DIV (4) ASC. A 2B           |       | 36    | 14   | 7    | 15   | 52    | 51    | 1    | 49     |                 |
| 2RFEF (4) ASC. A 1RFEF        |       | 2     | 1    | 0    | 1    | 2     | 2     | 0    | 3      | -               |
| TOTAL 4ª CAT.                 | 29    | 1114  | 516  | 286  | 311  | 1719  | 1147  | 572  | 1834   | Campeón (1)     |
| TERCERA FEDERACIÓN            | 3     | 96    | 53   | 25   | 18   | 136   | 71    | 65   | 184    | Campeón (1)     |
| 3 RFEF (5) ASC. A 2RFEF       |       | 4     | 1    | 0    | 3    | 4     | 8     | -4   | 3      |                 |
| TOTAL 5ª CAT.                 | 3     | 100   | 54   | 25   | 21   | 136   | 71    | 65   | 187    | Campeón (1)     |
| 1ª REG. AFICIONADOS CyL       | 1     | 33    | 25   | 6    | 2    | 80    | 14    | 66   | 81     | Campeón (1)     |
| REG. PREF. CASTELLANA         | 2     | 68    | 39   | 11   | 18   | 137   | 68    | 69   | 89     | Campeón (1)     |
| 1.ª REGIONAL ORDINARIA        | 11    | 336   | 146  | 67   | 123  | 649   | 548   | 101  | 134    | 3.º             |
| 1.ª REGIONAL PREFERENTE       | 2     | 50    | 18   | 6    | 26   | 69    | 91    | -22  | 42     | 9.º             |
| TOTAL 1ª CAT. REG.            | 16    | 487   | 228  | 90   | 169  | 935   | 721   | 214  | 774    | Campeón (2)     |
| 1.ª REGIONAL CASTELLANA       | 2     | 68    | 45   | 9    | 14   | 166   | 49    | 117  | 99     | Campeón (1)     |
| 2.ª REGIONAL CASTELLANA       | 1     | 26    | 20   | 3    | 3    | 78    | 28    | 50   | 43     | 2º              |
| 1.ª REG. ORDINARIA CASTELLANA | 2     | 76    | 40   | 20   | 16   | 149   | 85    | 64   | 100    | 3º              |
| PROM. ASC. A PREFERENTE       |       | 2     | 1    | 0    | 1    | 4     | 2     | 2    | 2      |                 |
| TOTAL 2ª CAT. REG.            | 5     | 172   | 106  | 32   | 34   | 397   | 164   | 233  | 244    | Campeón (1)     |
| CAMPEONATO ESPAÑA COPA        | 16    | 48    | 13   | 15   | 18   | 71    | 70    | + 1  | 41     | 4ª ronda        |
| COPA FEDERACIÓN               | 6     | 29    | 11   | 7    | 11   | 54    | 53    | 1    | 40     | 3ª ronda        |
| CAMPEONATO ESPAÑA AFIC.       | 1     | 8     | 4    | 0    | 4    | 15    | 10    | 5    | 8      | Semifinales     |
| COPA RAMÓN TRIANA             | 7     | 44    | 16   | 8    | 20   | 74    | 93    | -19  | 40     | 5º              |
| TOTAL                         | 82    | 9244  | 1257 | 690  | 996  | 4770  | 3968  | 802  | 4041   | 5 Títulos Liga  |
|                               |       |       |      |      |      |       |       |      |        |                 |

## Uniforme

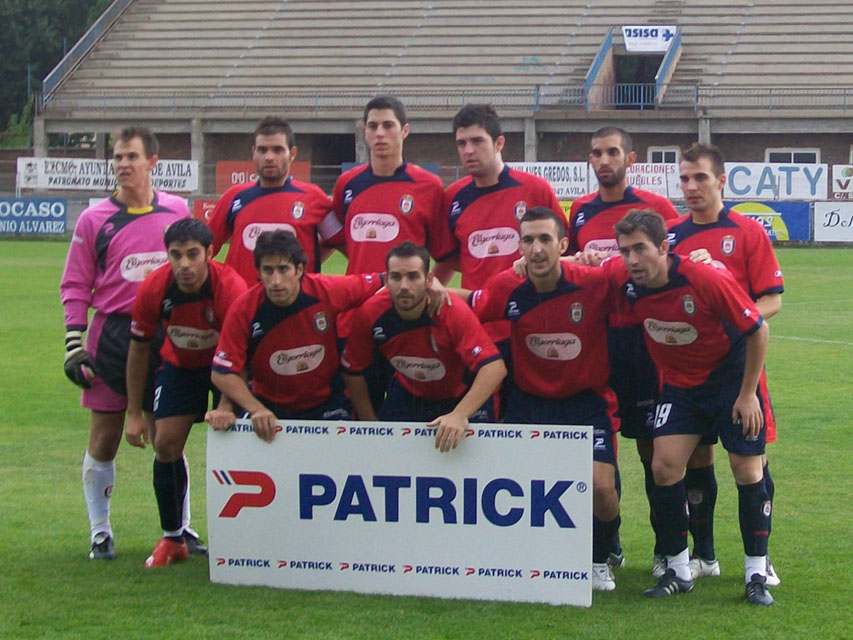
Alineación del Real Ávila Club de Fútbol utilizando el uniforme titular

- Uniforme titular: Camiseta roja, pantalón azul y medias azules.

|  |  |

- Uniforme alternativo: Camiseta azul con detalles en rojo y blanco, pantalón azul y medias azules.

|  |

- Uniforme suplente: Camiseta blanca, pantalón rojo y medias blancas.

|  |

### Evolución histórica uniforme titular
| 1923 | 1932 | 1944 | 1955 | 1964 | 1978 |

| 1987 | 1992 | 1999 | 2003 | 2010 | 2015 |

## Estadio

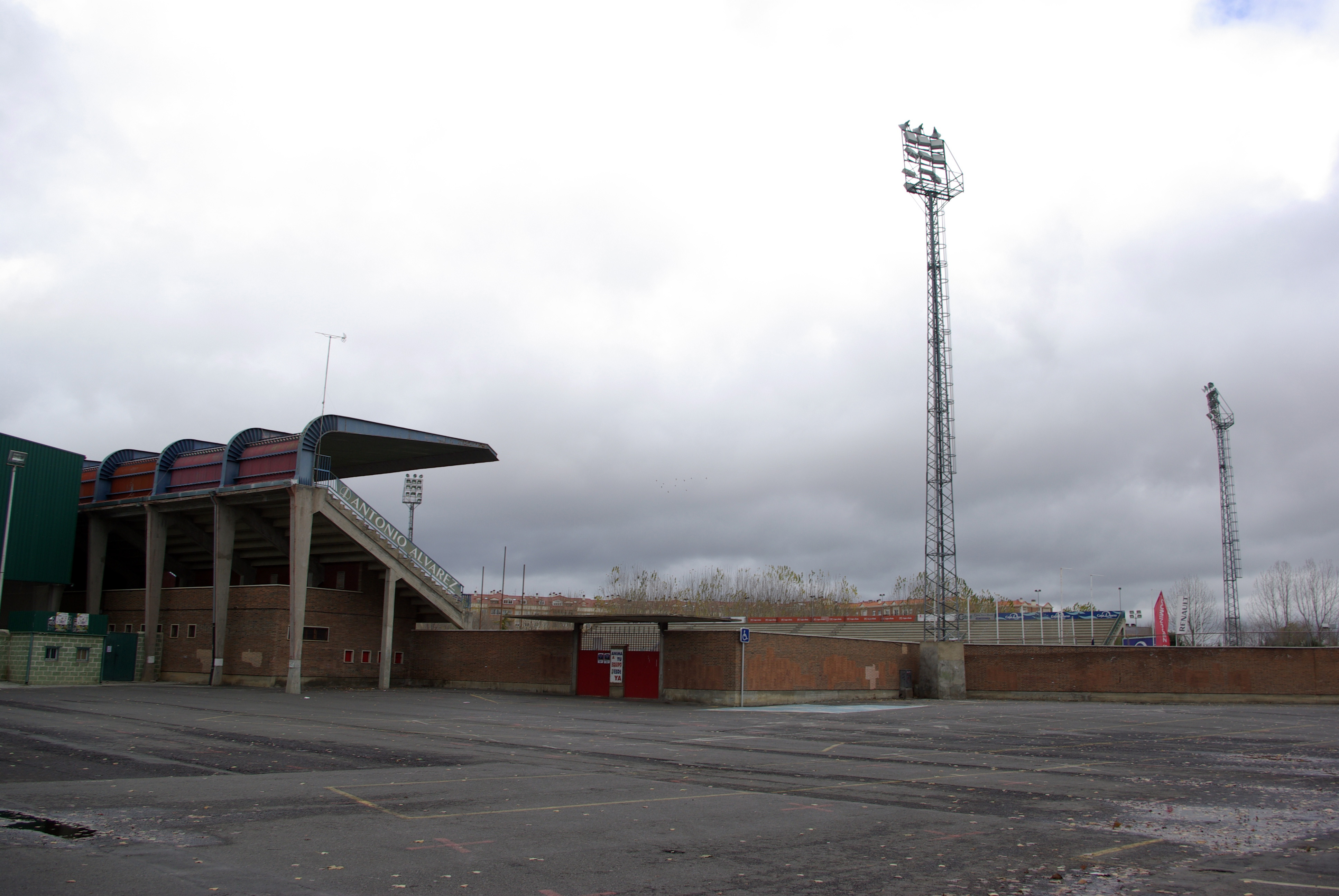
Estadio de fútbol Adolfo Suárez de la ciudad de Ávila, España

### Estadio Actual
El Real Ávila juega sus partidos en el estadio municipal Adolfo Suárez. El recinto en grama tiene capacidad para 6000 espectadores y unas dimensiones de 105x68m.
Fue inaugurado el 12 de octubre de 1976 y debe su nombre al expresidente del Gobierno de España, Adolfo Suárez.

## Organigrama deportivo

### Plantilla y cuerpo técnico 2024-25
- Como exigen las normas de la RFEF desde la temporada 2019-20 en 2.ªB y desde la 2020-21 para 3.ª, los jugadores de la primera plantilla deberán llevar los dorsales del 1 al 22, reservándose los números 1 y 13 para los porteros y el 25 para un eventual tercer portero. Los dorsales 23, 24 y del 26 en adelante serán para los futbolistas del filial, y también serán fijos y nominales.
- En 1.ª y 2.ª desde la temporada 1995-96 los jugadores con dorsales superiores al 25 son, a todos los efectos, jugadores del filial y como tales, podrán compaginar partidos con el primer y segundo equipo. Como exigen las normas de la LFP, los jugadores de la primera plantilla deberán llevar los dorsales del 1 al 25. Del 26 en adelante serán jugadores del equipo filial.
- Los equipos españoles están limitados a tener en la plantilla un máximo de tres jugadores sin pasaporte de la Unión Europea. La lista incluye solo la principal nacionalidad de cada jugador.La lista incluye sólo la principal nacionalidad de cada jugador. Algunos de los jugadores no europeos tienen doble nacionalidad de algún país de la UE:

```
LEYENDA
 
* 
Canterano
: 
 
* 
Pasaporte europeo
: 
 
* 
Extracomunitario sin restricción
: 

* Extracomunitario: 
 
* 
Formación
: 
```

#### Bajas 2023-24
| Bajas                                | Bajas   | Bajas          | Bajas                       | Bajas                 | Bajas | Bajas |
| Jugador                              | Edad    | Posición       | Destino                     | Tipo                  | Coste |       |
| ------------------------------------ | ------- | -------------- | --------------------------- | --------------------- | ----- | ----- |
| David Sanz Martín                    | 25 años | Centrocampista | CD Palencia Cristo Atlético | Rescisión de contrato | 0 €   |       |
| Diego Rubio Longás                   | 29 años | Defensa        | CD Cantolagua               | Fin de contrato       | 0 €   |       |
| Edmilson Gomes dos Santos            | 25 años | Delantero      | AC Horsens                  | Traspaso              | ¿? €  |       |
| Francisco Adeva de Lucas             | 29 años | Delantero      | CD Cazalegas                | Fin de contrato       | 0 €   |       |
| Guillermo Jiménez Muñoz              | 25 años | Defensa        | UP Plasencia                | Fin de contrato       | 0 €   |       |
| Alberto Rodríguez Ramos "Peli "      | 33 años | Centrocampista | Arandina CF                 | Fin de contrato       | 0 €   |       |
| Jorge Sánchez Muñoz                  | 28 años | Centrocampista | AD Complutense Alcalá       | Fin de contrato       | 0 €   |       |
| Ronald Elian Briones Legarda "Gato " | 25 años | Centrocampista | Bandera de ?                | Fin de contrato       | 0 €   |       |
| Sergio Rivera Ferreiro               | 27 años | Centrocampista | UD Fuente Cantos            | Fin de contrato       | 0 €   |       |
| Sergio Mayorga Caballero             | 27 años | Delantero      | CD Colegios Diocesanos      | Fin de contrato       | 0 €   |       |
| Cristo Chávez                        | 28 años | Delantero      | PE Sant Jordi               | Fin de contrato       | 0 €   |       |

## Temporadas y participaciones en Copa del Rey

### Clasificación por temporada
| Temporada | División               | Puesto | Copa del Rey |
| --------- | ---------------------- | ------ | ------------ |
| 1944/45   | 3.ª (Grupo VI)         | 10.º   |              |
| 1945/46   | 3.ª (Grupo VIII)       | 6.º    |              |
| 1946/47   | 3.ª (Grupo VII)        | 5.º    |              |
| 1947/48   | 3.ª (Grupo VI)         | 11.º   | 4.ª Ronda    |
| 1948/49   | 3.ª (Grupo IV)         | 11.º   | 2.ª Ronda    |
| 1949/50   | 3.ª (Grupo IV)         | 5.º    |              |
| 1950/51   | 3.ª (Grupo IV)         | 6.º    |              |
| 1951/52   | 3.ª (Grupo IV)         | 16.º   |              |
| 1952/53   | 1.ºRegional Ordinaria  | 5.º    |              |
| 1953/54   | 1.ºRegional Ordinaria  | 12.º   |              |
| 1954/55   | 3.ª (Grupo XV)         | 9.º    |              |
| 1955/56   | 3.ª (Grupo XV)         | 10.º   |              |
| 1956/57   | 3.ª (Grupo XV)         | 12.º   |              |
| 1957/58   | 3.ª (Grupo XIV)        | 19.º   |              |
| 1958-59   | 1.ºRegional Ordinaria  | 14.º   |              |
| 1959-60   | 2.ºRegional Ordinaria  | 2.º    |              |
| 1960-61   | 1.ºRegional Ordinaria  | 6.º    |              |
| 1961-62   | 1.ºRegional Ordinaria  | 4.º    |              |
| 1962-63   | 1.ºRegional Ordinaria  | 3.º    |              |
| 1963/64   | 3.ª (Grupo XIV)        | 7.º    |              |
| 1964/65   | 3.ª (Grupo XIV)        | 7.º    |              |
| 1965/66   | 3.ª (Grupo XIV)        | 12.º   |              |
| 1966/67   | 3.ª (Grupo XV)         | 14.º   |              |
| 1967/68   | 3.ª (Grupo XIV)        | 13.º   |              |
| 1968-69   | 1.ºRegional Ordinaria  | 6.º    |              |
| 1969-70   | 1.ºRegional Ordinaria  | 3.º    |              |
| 1970-71   | 1.ºRegional Ordinaria  | 5.º    |              |
| 1971-72   | 1.ºRegional Ordinaria  | 8.º    |              |
| 1972-73   | 1.ºRegional Ordinaria  | 10.º   |              |
| 1973-74   | 1.ºRegional Preferente | 9.º    |              |
| 1974-75   | 1.ºRegional Ordinaria  | 3.º    |              |
| 1975-76   | 1.ºRegional Preferente | 11.º   |              |
| 1976-77   | 1.ºRegional Ordinaria  | 4.º    |              |
| 1977-78   | 1.ºRegional Preferente | 16.º   |              |
| 1978-79   | 1.ºRegional Ordinaria  | 4.º    |              |
| 1979-80   | 1.ºRegional Ordinaria  | 1.º    |              |
| 1980-81   | 1.ºRegional Preferente | 1.º    |              |
| 1981/82   | 3.ª (Grupo VIII)       | 8.º    |              |
| 1982/83   | 3.ª (Grupo VII)        | 6.º    |              |
| 1983/84   | 3.ª (Grupo VII)        | 6.º    | 1.ª Ronda    |
| 1984/85   | 3.ª (Grupo VII)        | 5.º    | 1.ª Ronda    |
| 1985/86   | 3.ª (Grupo VII)        | 8.º    | 1.ª Ronda    |
| 1986/87   | 3.ª (Grupo VIII)       | 3.º    |              |
| 1987/88   | 2.ªB (Grupo III)       | 8.º    | 2.ª Ronda    |
| 1988/89   | 2.ªB (Grupo III)       | 12.º   | 3.ª Ronda    |
| 1989/90   | 2.ªB (Grupo I)         | 8.º    |              |

| Temporada | División              | Puesto | Copa del Rey |
| --------- | --------------------- | ------ | ------------ |
| 1990/91   | 2.ªB (Grupo I)        | 11.º   | 4.ª Ronda    |
| 1991/92   | 2.ªB (Grupo I)        | 13.º   | 3.ª Ronda    |
| 1992/93   | 2.ª B (Grupo I)       | 11.º   | 1.ª Ronda    |
| 1993/94   | 2.ª B (Grupo I)       | 9.º    | 2.ª Ronda    |
| 1994/95   | 2.ª B (Grupo I)       | 18.º   | 1.ª Ronda    |
| 1995-96   | 3.ª (Grupo VIII)      | 5.º    |              |
| 1996/97   | 3.ª (Grupo VIII)      | 12.º   |              |
| 1997/98   | 3.ª (Grupo VIII)      | 6.º    |              |
| 1998/99   | 3.ª (Grupo VIII)      | 4.º    |              |
| 1999/00   | 2.ª B (Grupo I)       | 11.º   | 1.ª Ronda    |
| 2000/01   | 2.ª B (Grupo I)       | 19.º   |              |
| 2001/02   | 3.ª (Grupo VIII)      | 1.º    |              |
| 2002/03   | 2.ª B (Grupo I)       | 19.º   | 1.ª Ronda    |
| 2003/04   | 3.ª (Grupo VIII)      | 4.º    |              |
| 2004/05   | 3.ª (Grupo VIII)      | 2.º    |              |
| 2005/06   | 3.ª (Grupo VIII)      | 7.º    |              |
| 2006/07   | 3.ª (Grupo VIII)      | 4.º    |              |
| 2007/08   | 3.ª (Grupo VIII)      | 3.º    |              |
| 2008/09   | 3.ª (Grupo VIII)      | 4.º    |              |
| 2009/10   | 3.ª (Grupo VIII)      | 4.º    |              |
| 2010/11   | 3.ª (Grupo VIII)      | 7.º    |              |
| 2011/12   | 3.ª (Grupo VIII)      | 2.º    |              |
| 2012/13   | 3.ª (Grupo VIII)      | 10.º   | 1.ª Ronda    |
| 2013/14   | 3.ª (Grupo VIII)      | 4.º    |              |
| 2014/15   | 3.ª (Grupo VIII)      | 19.º   |              |
| 2015/16   | Regional              | 1.º    |              |
| 2016/17   | 3.ª (Grupo VIII)      | 7.º    |              |
| 2017/18   | 3.ª (Grupo VIII)      | 10.º   |              |
| 2018/19   | 3.ª (Grupo VIII)      | 6.º    |              |
| 2019/20   | 3.ª (Grupo VIII)      | 8.º    |              |
| 2020/21   | 3.ª (Grupo VIII)      | 6.º    |              |
| 2021/22   | 3.ª RFEF (Grupo VIII) | 3.º    |              |
| 2022/23   | 3.ª RFEF (Grupo VIII) | 4.º    |              |
| 2023-24   | 3.ª RFEF (Grupo VIII) | 1.º    |              |
| 2024-25   | 2.ª RFEF (Grupo I)    |        | 2.ª Ronda    |

```
LEYENDA

 :Ascenso de categoría

 :Descenso de categoría

 :Descenso administrativo
```

### Participaciones en Copa del Rey
| Temp.   | Ronda                | Rival                         | Cat      | Local       | Visitante     | Global        |  |
| ------- | -------------------- | ----------------------------- | -------- | ----------- | ------------- | ------------- |  |
| 1947-48 | 2.ª Ronda            | Gimnástica Segoviana CF       | 3DIV (3) | 7-0         |               | 7-0           |  |
| 1947-48 | 3.ª Ronda            | Atlético Zamora               | 3DIV (3) | 4-2         |               | 4-2           |  |
| 1947-48 | 4.ª Ronda (1/64)     | CD Toledo                     | 3DIV (3) | 2-4         |               | 2-4           |  |
| 1948-49 | 2.ª Ronda            | UD Salamanca                  | 3DIV (3) | 2-4         |               | 2-4           |  |
| 1983-84 | 1.ª Ronda            | CD Pegaso                     | 3DIV (4) | 3-0         | 1-6           | 4-6           |  |
| 1984-85 | 1.ª Ronda            | Castilla CF                   | 2DIV (2) | 0-1         | 1-1           | 1-2           |  |
| 1985-86 | 1.ª Ronda            | AD Alcorcón                   | 3DIV (4) | 1-1         | 0-2           | 1-3           |  |
| 1987-88 | 1.ª Ronda            | SD Ponferradina               | 2B (3)   | 2-0         | 0-2 → p 8-7   | 2-2 → p 8-7   |  |
| 1987-88 | 2.ª Ronda            | Real Burgos CF                | 2DIV (2) | 2-1         | 0-1 → p 12-13 | 2-2 → p 12-13 |  |
| 1988-89 | 1.ª Ronda            | CP Cacereño                   | 3DIV (4) | 0-0         | 2-2 → p 5-4   | 2-2 → p 5-4   |  |
| 1988-89 | 2.ª Ronda (1/64)     | Castilla CF                   | 2A (2)   | 4-2         | 0-0           | 4-2           |  |
| 1988-89 | 3.ª Ronda (1/32)     | Elche CF                      | 1.ª (1)  | 1-1         | 1-3           | 2-4           |  |
| 1990-91 | 1.ª Ronda            | Briviesca CF                  | 3DIV (4) | 0-0         | 2-0           | 2-0           |  |
| 1990-91 | 2.ª Ronda            | Cultural y Deportiva Leonesa  | 2B (3)   | 0-1         | 2-0           | 2-1           |  |
| 1990-91 | 3.ª Ronda (1/64)     | Real Avilés Industrial CF     | 2A (2)   | 2-2 → p 5-4 | 1-1           | 3-3 → p 5-4   |  |
| 1990-91 | 4.ª Ronda (1/32)     | Real Oviedo                   | 1.ª (1)  | 1-2         | 0-0           | 1-2           |  |
| 1991-92 | 1.ª Ronda            | Zamora CF                     | 3DIV (4) | 8-0         | 2-1           | 10-1          |  |
| 1991-92 | 2.ª Ronda            | UD Salamanca                  | 2B (3)   | 3-0         | 0-2           | 3-2           |  |
| 1991-92 | 3.ª Ronda (1/64)     | CD Castellón                  | 2A (2)   | 0-3         | 0-2           | 0-5           |  |
| 1992-93 | 1.ª Ronda            | SD Almazán                    | 3DIV (4) | 1-1         | 1-2           | 2-3           |  |
| 1993-94 | 1.ª Ronda            | RCD Ribert                    | 3DIV (4) | 4-1         | 2-0           | 6-1           |  |
| 1993-94 | 2.ª Ronda            | UD Salamanca                  | 2B (3)   | 0-1         | 0-4           | 0-5           |  |
| 1994-95 | 1.ª Ronda            | UD San Sebastián de los Reyes | 2B (3)   | 1-1         | 0-2           | 1-3           |  |
| 1999-00 | 1.ª Ronda (1/64)     | Talavera CF                   | 2B (3)   | 2-2 → p 4-5 |               | 2-2 → p 4-5   |  |
| 2002-03 | 1.ª Ronda (1/64)     | Cultural y Deportiva Leonesa  | 2B (3)   | 1-1         | 1-2           | 2-3           |  |
| 2012-13 | 1.ª Ronda            | CD Orense                     | 2B (3)   |             | 1-2           | 1-2           |  |
| 2024-25 | Primera ronda (1/64) | Real Oviedo                   | 2A (2)   | 0-0 → p 3-0 |               | 0-0 → p 3-0   |  |
| 2024-25 | Segunda ronda (1/32) | Real Valladolid CF            | 1.ª (1)  | 2-4 pr      |               | 2-4 pr        |  |